# تپه پل مینودشت
تپه پل مینودشت مربوط به دوره اشکانیان - دوره ساسانیان است و در مینو دشت، بدنه شهر واقع شده و این اثر در تاریخ ۱۶ مهر ۱۳۷۹ با شمارهٔ ثبت ۲۸۰۸ به‌عنوان یکی از آثار ملی ایران به ثبت رسیده است.